# Пискунов, Геннадий Петрович
Геннадий Петрович Пискунов (8 июня 1912, Васильсурск, Нижегородская губерния, Российская империя — 20 ноября 1990, Горький, РСФСР, СССР) — советский конькобежец и тренер, заслуженный мастер спорта СССР (1952), абсолютный чемпион СССР по конькобежному спорту (1948), многократный чемпион (1948, 1949, 1952, 1953) и рекордсмен СССР и РСФСР на отдельных дистанциях, трёхкратный чемпион ВЦСПС, почетный судья по спорту СССР, внёсший большой вклад в развитие советского и горьковского конькобежного спорта.

## Биография
Родился в 1912 году в городе Васильсурске Нижегородской губернии, воспитывался третьим ребёнком из пятерых детей, в семье служащего. В 1918 году вместе с семьёй переехал в город Нижний Новгород, где начал заниматься конькобежным спортом. Закончил ремесленное училище.
Выступал за Всесоюзное физкультурно-спортивное общество (ВДФСО) «Водник».
После завершения успешной спортивной карьеры работал тренером, подготовил плеяду ярких конькобежцев, мастеров спорта и рекордсменов СССР.
В 1949—1951 годах — один из инициаторов и активных участников строительства первого в СССР специализированного конькобежного стадиона «Медео» (Казахстан).
Активно работал с молодежью, находил и продвигал спортивные таланты. В числе его воспитанников чемпион СССР Г. Юдин, мастера спорта СССР Ю. Кислов, В. Краснощеков и другие. Руководил в Горьком Школой высшего спортивного мастерства (ШВСМ).
Отец троих детей, в числе которых А. Г. Пискунов (1946), заслуженный работник физической культуры РФ (1994) и многолетний руководитель ФСО «Локомотив» Горьковской железной дороги. Супруга — Тамара Дмитриевна Мухина (1913—1991).
В период работы директором Школы высшего спортивного мастерства (ШВСМ) в г. Горьком Г. П. Пискунов организовал строительство ведущего на тот момент спортивного тренировочного лагеря в Горьковской области, на берегу Горьковского водохранилища. Спортивный лагерь ШВСМ на долгие годы стал центром подготовки горьковских спортсменов во многих видах спорта, функционирует до сих пор (нынешнее название — ГУ «Спортивный лагерь „Фора“»).
В качестве спортсмена и тренера участвовал во многих международных соревнованиях, в 1948 году был одним из 12 ведущих конькобежцев СССР, подписавших письмо в ЦК ВКП(б) и Совета Министров СССР о несогласии с неучастием конькобежной сборной СССР в чемпионатах мира и Европы, в результате которого запрет на выезды сборной СССР на эти старты удалось отменить.
Последние годы жизни провел в Горьком. Несмотря на преклонный возраст, работал в ДЮСШ «Слуда» г. Горького. Активно занимался садоводством, воспитывал внуков.
Один из организаторов и активных участников традиционных ежегодных всесоюзных соревнований ветеранов конькобежного спорта. Соревнования проводились в Горьком на стадионе «Водник» в 1980-х годах и собирали до 100 участников — змс СССР, мсмк СССР, мс СССР и просто активных ветеранов-конькобежцев со всего Советского Союза.

### Конькобежная карьера
Стайер, специализация — дистанции 5000 и 10 000 м, успешно выступал и в многоборье.
- абсолютный чемпион СССР (1949)
- чемпион СССР на дистанциях 5000 м (1948, 1952), 10 000 м (1953)
- дважды рекордсмен СССР на дистанции 5000 м
- трёхкратный чемпион РСФСР
- трёхкратный чемпион ВЦСПС
- семикратный чемпион первенства г. Горького

Участник международных соревнований в составе сборной СССР.
Обладал отменной выносливостью и «фирменным» финишным ускорением на последних 800—1000 м стайерских дистанций. Установил своеобразный рекорд спортивного долголетия: чемпионат СССР в многоборье выиграл в возрасте 37 лет, а в возрасте 40 лет стал чемпионом СССР на дистанции 5 000 м, опередив всех более молодых соперников, включая восходящую звезду советских коньков Олега Гончаренко.

### Участие в строительстве высокогорного катка «Медео»
До 1951 года (год рождения «Медео» с естественным льдом) по количеству установленных мировых рекордов доминировали катки швейцарского Давоса и немецкого Инцеля.
Каток «Медео» с первых дней своего существования ворвался в спор с Давосом и Инцелем и, как отмечали эксперты, «незамедлительно поставил на колени обоих»: мировые рекорды один за другим начали получать новую прописку — Алма-Ата, «Медео».
В 1987 году в горьковской газете «Ленинская смена» корреспондент Николай Рязанов так описывал этот период из биографии Геннадия Пискунова: «Тот зимний сезон для него как для конькобежца был, по существу, безнадежно потерян. Травма? Болезнь? Ни то, ни другое. Просто в ту зиму один из ведущих мастеров ледяной дорожки строил… знаменитый каток „Медео“.
Впрочем, это уже потом об этом катке скажут: „знаменитый“, „кузница рекордов“ и т. п. А тогда, осенью 1950 года, Пискунов и другие советские специалисты — спортсмены и тренеры, — прибывшие в Алма-Ату с вполне конкретным заданием руководства — провести первые тренировки в условиях высокогорья, — катка там вообще не обнаружили. Была, правда, площадка, но столь наклонная, что залить лед на ней попросту не представлялось возможным.»
«Мы оставались на сооружении катка в качестве консультантов», — рассказывал в интервью сам Геннадий Пискунов, «Но пришлось заниматься и другим: добились проведения качественной геодезической съемки, замены отдельных подрядных строительных организаций, „пробивали“ стройматериалы, рабочую силу… Доходили даже до Совета Министров Казахской ССР. Вместе со мной были знаменитый конькобежец Евгений Гришин и старший тренер сборной СССР Константин Константинович Кудрявцев. С 25 октября командировка наша продлилась до 15 февраля 1951 года. Уже первые старты на „Медео“ оправдали самые смелые ожидания: в течение двух февральских дней конькобежцы из сборной СССР установили здесь 7 мировых рекордов!».
Спустя год Геннадий Пискунов и сам отличился на новом чудо-катке. За короткий промежуток времени он дважды устанавливал всесоюзные рекорды на дистанции 5 000 метров, причем стал чемпионом СССР в этом виде программы. Телеграмму из Москвы о присвоении Пискунову, вместе с Евгением Гришиным и Юрием Сергеевым, звания «Заслуженный мастер спорта СССР», получали и «обмывали» также в Алма-Ате…
Естественный каток под Алматы просуществовал недолго (17 зимних спортивных сезонов), но и за этот сравнительно короткий срок на его льду было установлено невиданное до тех пор количество мировых рекордов — 47!
Но заслуга катка состояла не только в том, что на его льду советские спортсмены за короткий срок отвоевали у зарубежных конькобежцев почти все мировые рекорды. Как отмечали специалисты, «Медео» позволял овладевать техникой бега на быстром льду и успешно использовать её на чемпионатах мира, Европы и на зимних Олимпийских играх. Всемирную известность и громкий титул «фабрики рекордов» катку обеспечили уникальные природные условия с редким сочетанием наиболее благоприятных факторов для достижения высоких результатов. Это и мягкий климат, и пониженное атмосферное давление, и безветрие, и высочайшего качества «сырье» для производства льда — ледниковая вода реки Малая Алматинка и другие, не до конца выясненные причины.
В 1953 году именно на льду «Медео» Геннадию Пискунову — уже почти в 41 год, — удалось осуществить свою давнюю мечту: завоевать золотую медаль в конькобежном марафоне, на дистанции 10 000 метров. «Мой результат на „десятке“ в этот день долго держался лучшим», -вспоминал в своей книге заслуженный мастер спорта СССР Олег Гончаренко — "Однако бежавший в одной из последних пар Геннадий Пискунов превзошел его на две секунды. Я был раздосадован. Меня утешали: «Да брось ты. Молодой ещё. Всё впереди. А для Пискунова, может, это последний старт».
В 1972 году на «Медео» был построен настоящий ледовый стадион, который и по настоящее время является самым высокогорным (1700 метров над уровнем моря) комплексом для зимних видов спорта с самой большой площадью искусственного ледового поля — 10,5 тыс. м².

### Работа в спортивном лагере ШВСМ
В конце 1950-х годов, работая руководителем Горьковской Школы высшего Спортивного мастерства, Г. П. Пискунов выступил с инициативой строительства летнего спортивного лагеря для проведения тренировочных сборов воспитанников ШВСМ. В качестве места размещения была выбрана площадка на берегу Горьковского водохранилища, в 90 км от Горького. Вместе с группой помощников и единомышленников Пискунов приступил к строительству лагеря.
Первоначально комплекс включал в себя около 20 летних фанерных домиков, помещение столовой и склада, а также учебно-тренировочный комплекс. В таком виде спортивный лагерь ШВСМ был введен в эксплуатацию в 1961 году. Долгие годы он служил прекрасной площадкой для проведения летних тренировочных сборов не только горьковских конькобежцев, но и представителей многих других видов спорта. Развиваясь и разрастаясь, к концу 1960-х годов лагерь приобрел статус не только спортивного, но и оздоровительного, и помимо профессиональных спортсменов предоставил возможность посещения также и отдыхающим по профсоюзным путевкам.
Постепенно побережье Горьковского водохранилища застраивалось, примерно в эти годы рядом с лагерем ШВСМ был возведен летний спортивно-оздоровительный лагерь Горьковского Политехнического Института (сейчас — Нижегородский Государственный Политехнический Университет), базы других горьковских ВУЗов.

### Организация соревнований ветеранов-конькобежцев в Горьком
С конца 1960-х годов в Горьком на стадионе «Водник» регулярно проходили соревнования ветеранов-конькобежцев Советского Союза. Соревнования проводились при поддержке Горьковского областного спорткомитета и пользовались большой популярностью — в разные годы на них собирались по 50—60, а иногда и до 100 участников. Среди них — известнейшие спортсмены. принесшие славу советскому конькобежному спорту: В. Косичкин, Е. Гришин, О. Гончаренко, В. Муратов, Т. Аверина, Л. Селихова и многие другие. Соревнования проводились в нескольких возрастных группах (40—50 лет, 50—60 лет, старше 60 лет) и состояли из парных забегов на 500 метров. Победители, как правило, фиксировались и награждались, но в целом мероприятие носило, в первую очередь, характер дружеской встречи и общения многолетних товарищей по спорту. Геннадий Пискунов был одним из вдохновителей и активных популяризаторов ветеранских соревнований в г. Горьком, в течение многих лет именно ему предоставлялось почетное право командования парадом ветеранов на церемонии открытия. Последний раз Пискунов вышел на лед ветеранских соревнований уже в возрасте 77 лет, в январе 1990 года.
Скончался 20 ноября 1990 года, похоронен на кладбище «Марьина Роща» Нижнего Новгорода.